# 栃木県道62号今市氏家線

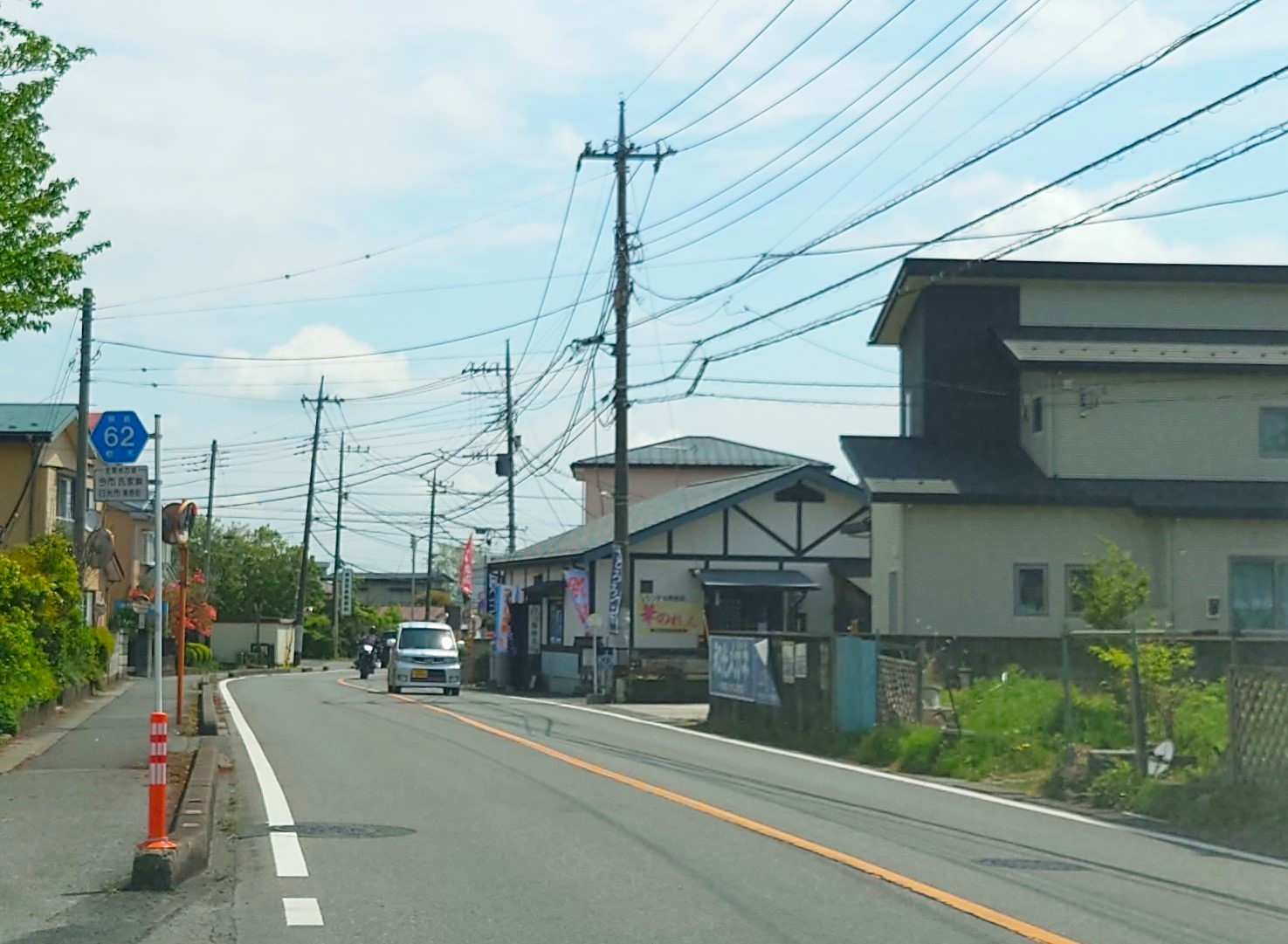
日光市内にて

栃木県道62号今市氏家線（とちぎけんどう62ごう いまいちうじいえせん）は、栃木県日光市からさくら市までを結ぶ県道（主要地方道）である。

## 概要
途中塩谷町内の鬼怒川北岸河川敷、上沢地区 - 風見地区は未通区間であったが、2022年（令和4年）9月20日12時に全線開通した。

### 路線データ
- 総延長：28.376 km（旧道・新道区間を除く）
- 実延長：27.934 km（旧道・新道区間を除く）
- 起点：栃木県日光市今市（小倉町交差点＝国道119号・国道121号・国道352号・栃木県道229号今市停車場線交点）
- 終点：栃木県さくら市馬場（さくら警察署前交差点＝国道4号交点）
- 認定：1961年（昭和36年）4月1日

## 歴史
- 1961年（昭和36年）4月1日 - 主要地方道氏家今市線として認定される。
- 1983年（昭和58年）1月17日 - 告示改正により現在の路線名に改称される。
- 1993年（平成5年）5月11日 - 建設省から、県道今市氏家線が今市氏家線として主要地方道に指定される[2]。
- 2022年（令和4年）9月20日 - 風見工区のⅡ期工区 (2.0 km) が開通する[3]。

## 路線状況

### 重複区間
- 栃木県道77号宇都宮船生藤原線（日光市塩野室町 地内）
- 栃木県道63号藤原宇都宮線（塩谷郡塩谷町上平 - 塩谷郡塩谷町大宮）

## 地理

### 通過する自治体
- 日光市
- 塩谷郡塩谷町
- さくら市

### 交差する道路
- 国道119号（国道121号・国道352号 重複）栃木県道229号今市停車場線（起点）
- 栃木県道118号下今市停車場線（日光市今市）
- 国道461号（日光市今市・清原町交差点）
- 栃木県道279号大桑大沢線（日光市大室・大室交差点）
- 栃木県道77号宇都宮船生藤原線（日光市塩野室町）
- 栃木県道77号宇都宮船生藤原線（日光市塩野室町）
- 栃木県道159号小林逆面線（日光市小林）
- 栃木県道63号藤原宇都宮線（塩谷郡塩谷町上平）
- 栃木県道63号藤原宇都宮線（塩谷郡塩谷町大宮）
- 栃木県道220号大久保蒲須坂線（塩谷郡塩谷町大久保）
- 国道4号（終点）